# Eschweilera tenax
Eschweilera tenax là một loài thực vật có hoa trong họ Lecythidaceae. Loài này được (Moritz ex O.Berg) Miers mô tả khoa học đầu tiên năm 1874.